# D416 (Haut-Rhin)
De D416 is een departementale weg in het Oost-Franse departement Haut-Rhin. De weg loopt van Sainte-Marie-aux-Mines via Ribeauvillé naar Ostheim en is 25 kilometer lang.

## Geschiedenis
Tot 1973 was de D416 onderdeel van de N416. In dat jaar werd de weg overgedragen aan het departement Haut-Rhin, omdat de weg geen belang had voor het nationale verkeer. De weg is toen omgenummerd tot D416.